# Ахав
Ахав (івр. אַחְאָב) — цар північного Ізраїлю в 873/869 – 852/850 рр. до н.е., син воєначальника Омрі (3Цар 16:29).

## Життєпис
Ахав був ненависний пізнішим авторам єврейської Біблії, хоча і не обов'язково народу Ізраїлю. Біблійні автори, які присвятили Ахаву шість розділів, зневажали його військові намісники та пророки частково через його шлюб з Ієзавель, царівною з Тіру, яка поклонялася чужим для Ізраїлю богам та впроваджувала культ Тірського Ваала. Ахав правив з новозбудованої столиці Самарії, де мешкав у казковому палаці, чиї «ложа зі слонової кістки» пізніше були засуджені пророком Амосом як символи непотрібної розкоші.
Як і його батько Омрі, Ахав підтримував дружні стосунки з Юдеєю та містами Фінікії. Спілка цих трьох держав мала велике економічне значення і ґрунтувалася на вигоді від міжнародної торгівлі. Через Ізраїль та Юдею Тір та інші фінікійські міста вивозили товари в Аравію та Єгипет, а єврейські царства у свою чергу брали з цих караванів мито.
Ахав вів довгі війни з царем Дамаску Бен-Хададом II, який намагався перетворити його на свого васала. Бен-Хадад двічі нападав на Ізраїль, облягав його столицю Самарію але був розбитий. Перед зовнішньою загрозою народ згуртувався навколо царя і навіть пророки, які раніше гостро засуджували Ахава підтримали його. Переможений дамаський цар не лише повернув захоплені раніше ізраїльські землі, але й надав ізраїльським купцям особливі привілеї в Дамаску.
Старих ворогів змусила об'єднатися спільна загроза з боку найсильнішої держави регіону — Ассирії. Саме ця подія підтверджує існування Ахава та його правління монолітним написом неоассирійського царя Шульману-ашаред III. Тут Ахав згадується як член коаліції місцевих царів Ізраїлю та Дамаску, які в 853 р. до н.е. в битві при Каркарі, на території сучасної Сирії, розбили Шульману-ашареда III і його армію вщент. Ахав привів дві тисячі колісниць і десять тисяч піших воїнів, один з найбільших контингентів для участі в битві. 
Таке велике військо могло бути в Ахава через військово-адміністративну реформу, широке запровадження бойових колісниць та передача влади у провінціях військовим намісникам, що створило нову військову аристократію на противагу патріархальним племінним старійшинам.
Коли зовнішня небезпека пропала Ізраїль та Дамаск знову зчепилися. Скориставшися нагодою Меша, цар Моаву, васального Ізраїлю царства, повстав. Нова війна з Дамаском розпочалася через спірні землі на півночі Зайордання. Ахав за підтримки царя Юдеї Йосафата вирушив у похід і загинув у бою.

## Археологічні розкопки
Археологами під час розкопок знайдено споруджені за Ахава укріплення Єрихону, Хацору, Сихему, Мегіддо та Самарії. Також знайдено руїни палаців прикрашених слоновою кісткою. Самарійська кераміка того часу відрізняється високою якістю та гарним художнім рівнем, знайдено чимало імпортних предметів розкошу. Економічний розквіт тих часів збагатив знать та великих купців, але постійні війни завдавали багато горя простим громадянам.
В битві при Каркарі Ахав виставив величезне військо. У дослідників виникло питання, де він розмістив цих людей, колісниці та коней, і було висловлено припущення, що стайні, розкопані на місці Мегіддо в долині Єзреїл, можливо, були побудовані Ахавом, а не Соломоном, як припускали попередні археологи.